# Cabra de Yule
La cabra de Yule és una tradició i símbol escandinaus i del nord d'Europa per les festes de Yule i Nadal. El seu origen pot ser pagà germànic i ha existit en moltes variants durant la història escandinava. Les representacions modernes de la cabra Yule solen estar fetes de palla.

## Història
Els orígens de la cabra Yule es remunten a antigues festes paganes. Si bé una teoria popular diu que la celebració de la cabra està relacionada amb l'adoració del déu nòrdic Thor, que cavalcava el cel en un carro tirat per dues cabres, Tanngrisnir i Tanngnjóstr, es remunta a les creences indoeuropees populars. L'última feixa de gra empaquetada a la collita se li acreditaven propietats màgiques com a esperit de la collita i guardava per a les celebracions de Yule, anomenant-ho de moltes maneres entre ells cabra Yule (Julbocken).
Això es connecta a les antigues creences protoeslaves on el festival Koliada (Yule) honora el déu del sol fèrtil i la collita. Aquest déu, Devac (també conegut com a Dazbog o Dažbog), estava representat per una cabra blanca, conseqüència, les festes de Koliada sempre tenien una persona vestida de cabra, que sovint exigia ofrenes en forma de regals. Una figura de cabra de la mida d'un home es coneix pels records de la Matança dels Innocents del segle xi, on la dirigia un home vestit de Sant Nicolau, que simbolitzava el seu control sobre el Diable.
Altres tradicions possiblement estan relacionades amb la feixa de blat de moro anomenada cabra Yule. A Suècia, la gent considerava la cabra Yule com un esperit invisible que apareixia un temps abans de Nadal per assegurar-se que els preparatius de Yule estaven ben fets. Els objectes fets amb palla o fusta tallada també es podrien anomenar cabra de Yule i, en la societat escandinava més antiga, una popular broma de Nadal consistia a col·locar aquesta cabra de Yule a la casa d'un veí sense que se n'adonessin; la família que rebia la broma havia de desfer'sen de la mateixa manera.
La funció de la cabra Yule ha variat al llarg de les edats. En un costum escandinau similar a la tradició anglesa de wassailing, que es feia a Nadal o a l'Epifania, els joves disfressats passejaven entre cases cantant cançons, representant obres de teatre i fent bromes. Aquesta tradició és coneguda des del segle XVII i encara continua en determinades zones. El grup de personatges nadalencs sovint incloïa la cabra Yule, una criatura desconcertant i a vegades espantosa que demanava regals.
Durant el segle xix, el paper de la cabra Yule a tota Escandinàvia va canviar cap a convertir-se en qui portava els regals de Nadal, amb un dels homes de la família que es disfressava de la cabra Yule. En això, hi podria haver una relació amb Santa Claus i l'origen de la cabra Yule en les celebracions medievals de Sant Nicolau. La cabra va ser llavors substituïda pel jultomte (Pare Nadal/Pare Noel) o julenisse durant la segona meitat del segle xix i principis del segle xx, tot i que encara se l'anomena Joulupukki (cabra de Yule) a Finlàndia, tot i que la figura de l'home disfressat de cabra ha acabat desapareixent.

## La cabra moderna de Yule
Actualment, la cabra de Yule als països nòrdics és més coneguda com a ornament de Nadal. Aquesta versió moderna de la figura de cabra de Yule és una cabra decorativa feta de palla i lligada amb cintes vermelles, un popular ornament de Nadal que es troba sovint sota o a l'arbre de Nadal. Les versions més grans d'aquest ornament s'erigeixen sovint a les ciutats de Nadal – una tradició que va començar amb la Cabra de Gävle als anys seixanta.

## Julebukking
Julebukking és una tradició nadalenca escandinava. Entre Nadal i Cap d'Any, les persones que porten màscares i disfresses (Julebukkers) van porta a porta, on els veïns que els reben intenten identificar qui està sota la disfressa. En una versió de Julebukking, la gent va de porta en porta, va cantant cançons de Nadal. Després d'haver cantat, se’ls sol premiar amb caramels. Una altra tradició requereix que almenys una persona de la casa visitada s'uneixi a la banda de Julebukkers i continuï cap a la casa següent.
En alguns aspectes, el costum s'assemblava a la tradició actual del truc o tracte de Halloween. Els Julebukkers sovint dissimularan les seves veus i el seu llenguatge corporal per impulsar la mascarada. És habitual oferir a la gent delícies festives i alguna cosa per beure. Una vegada que es coneixen les identitats i es menja el menjar, els Julebukkers continuen a la casa següent.

## Cultura popular
La cabra de Nadal s'esmenta en moltes cançons de Nadal antigues que es remunten a finals del segle xix i principis del XX, quan la tradició del Pare Noel no s'havia establert del tot a tota Suècia. Entre les cançons hi ha Julbocken, Julpolska i Raska fötter springa tripp, tripp, tripp.

## Representacions

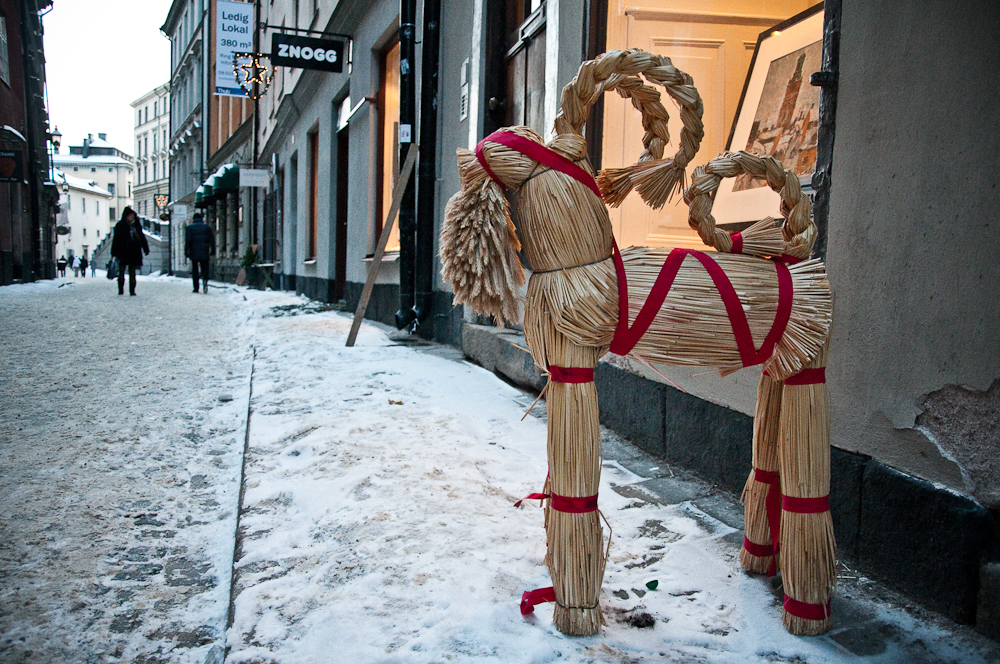
Cabra Yule a Estocolm
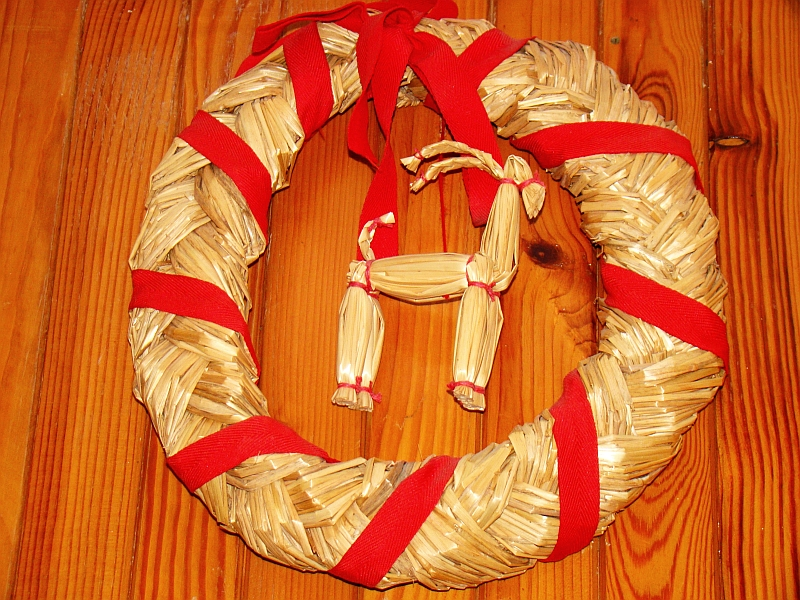
Adorns d'arbre de Nadal de palla
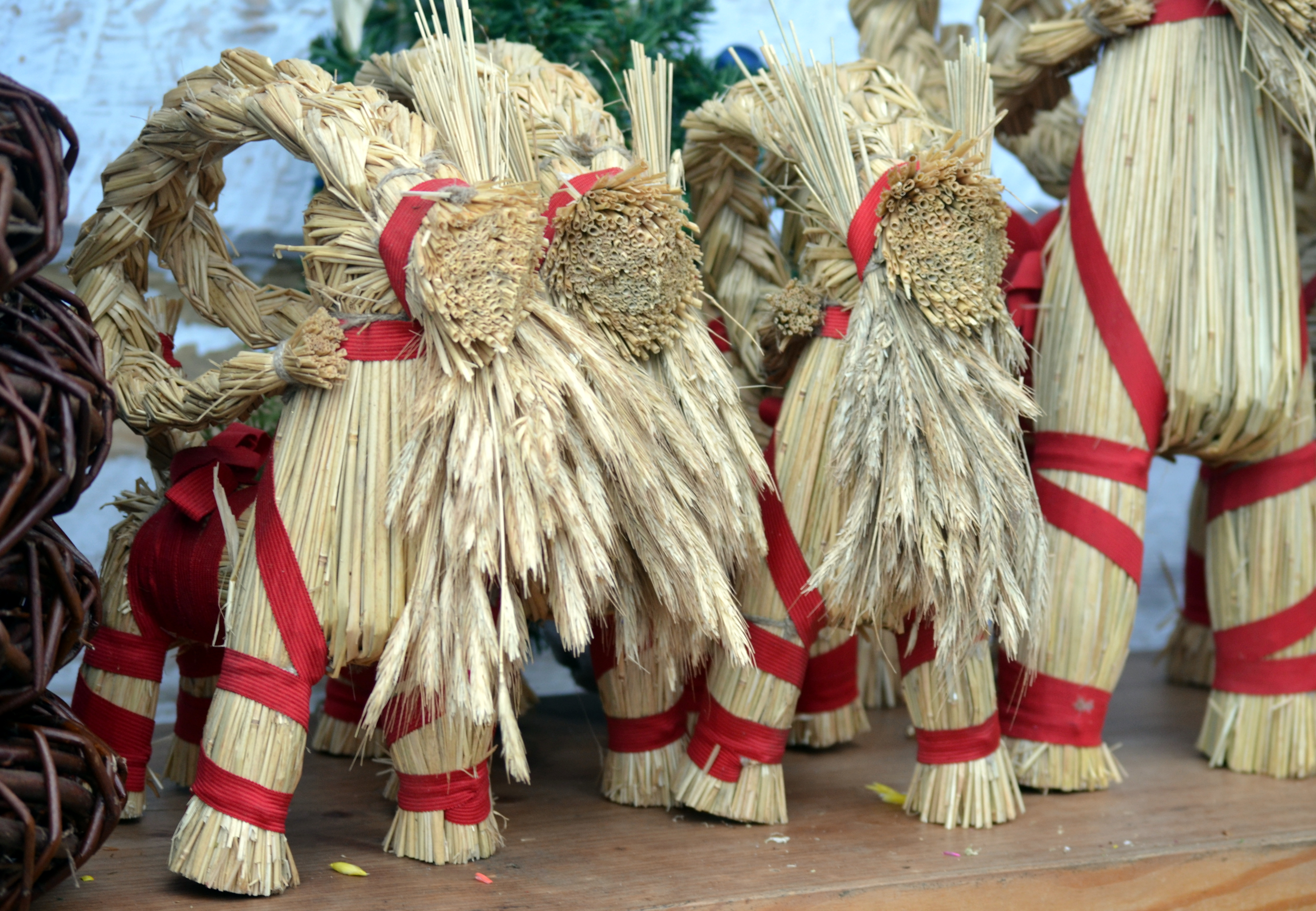
Adorns de cabra Yule a Polònia
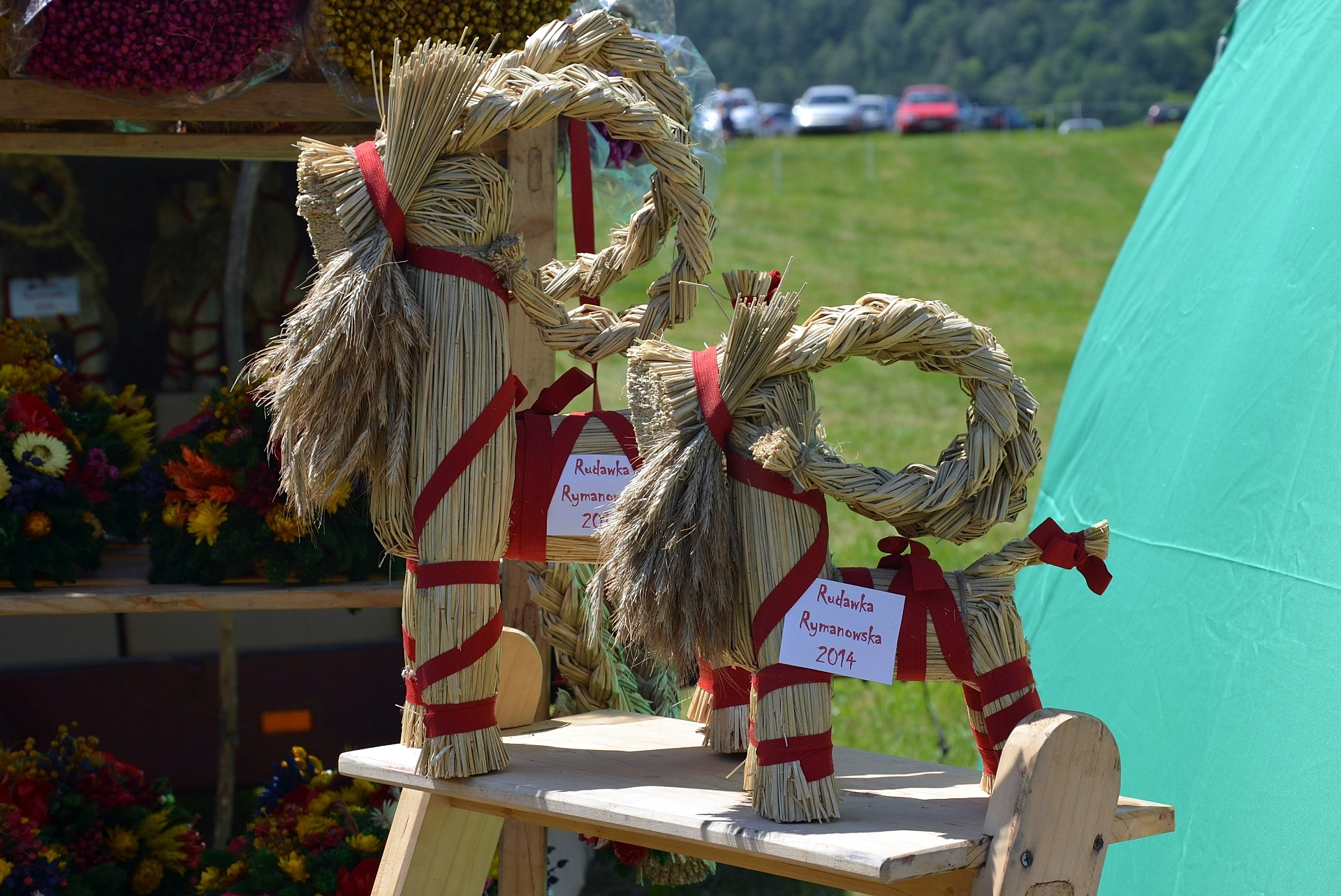
Adorns de cabra Yule a Polònia
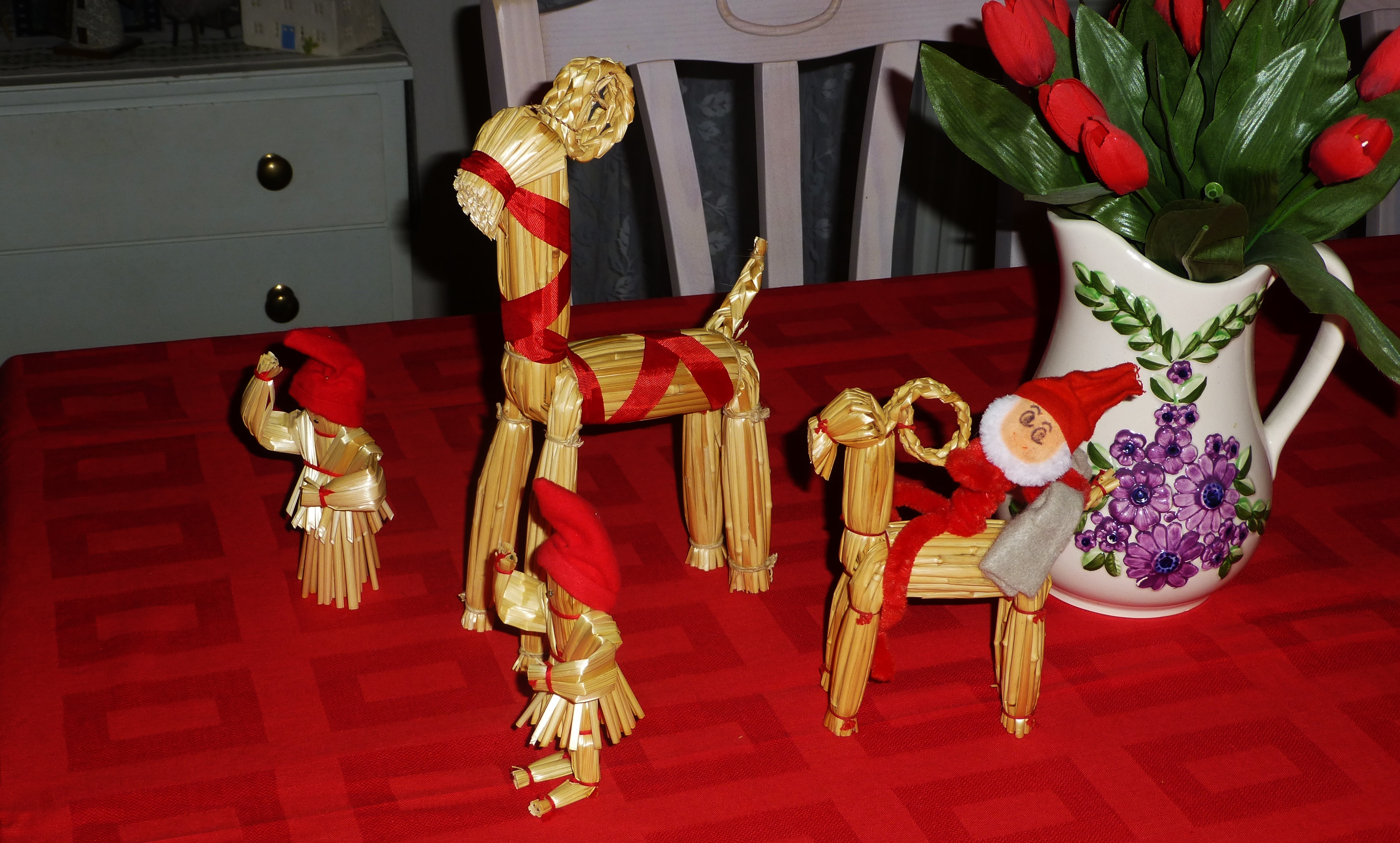
Adorns suecs de cabra Yule
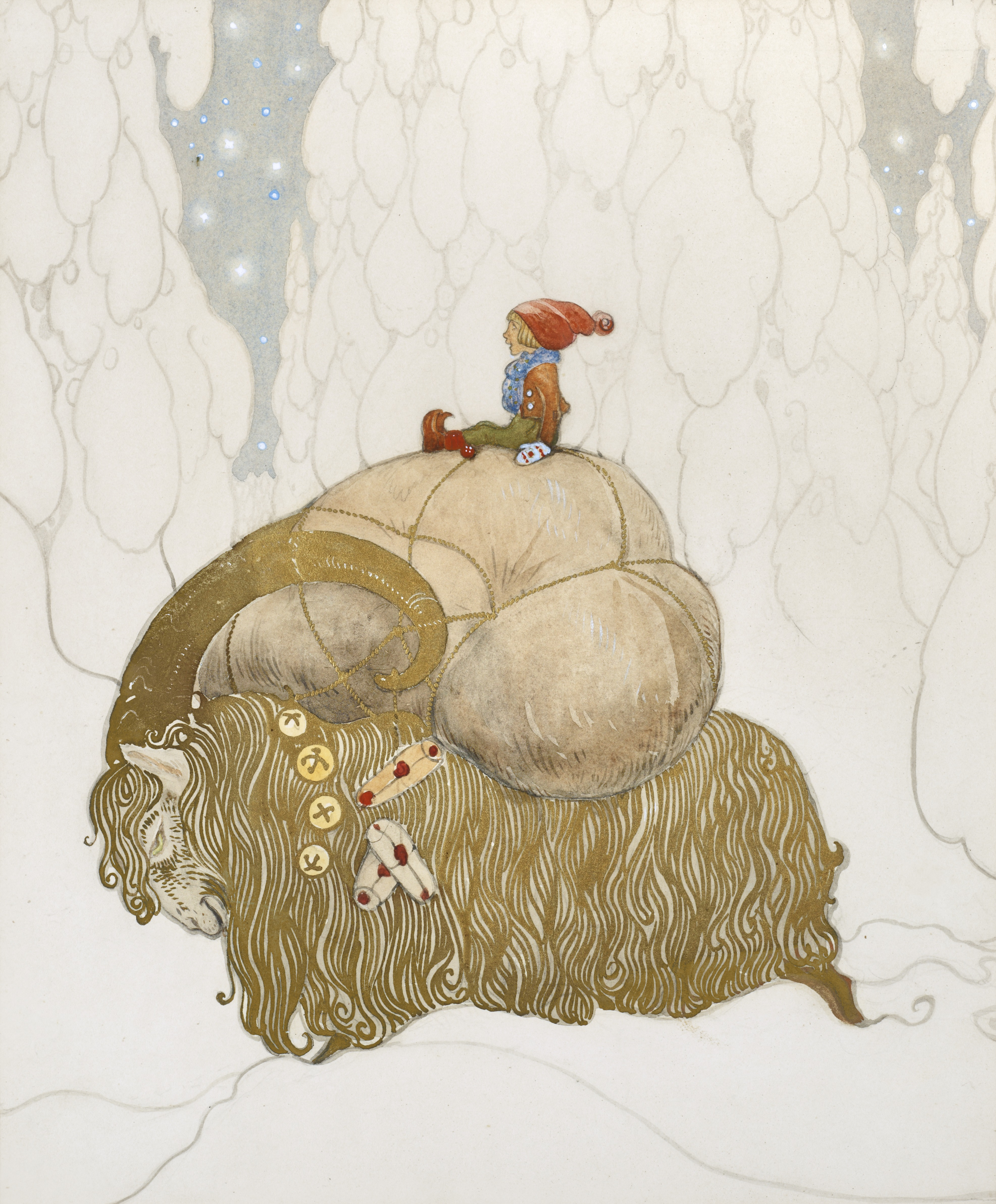
Julbocken de John Bauer (1912)
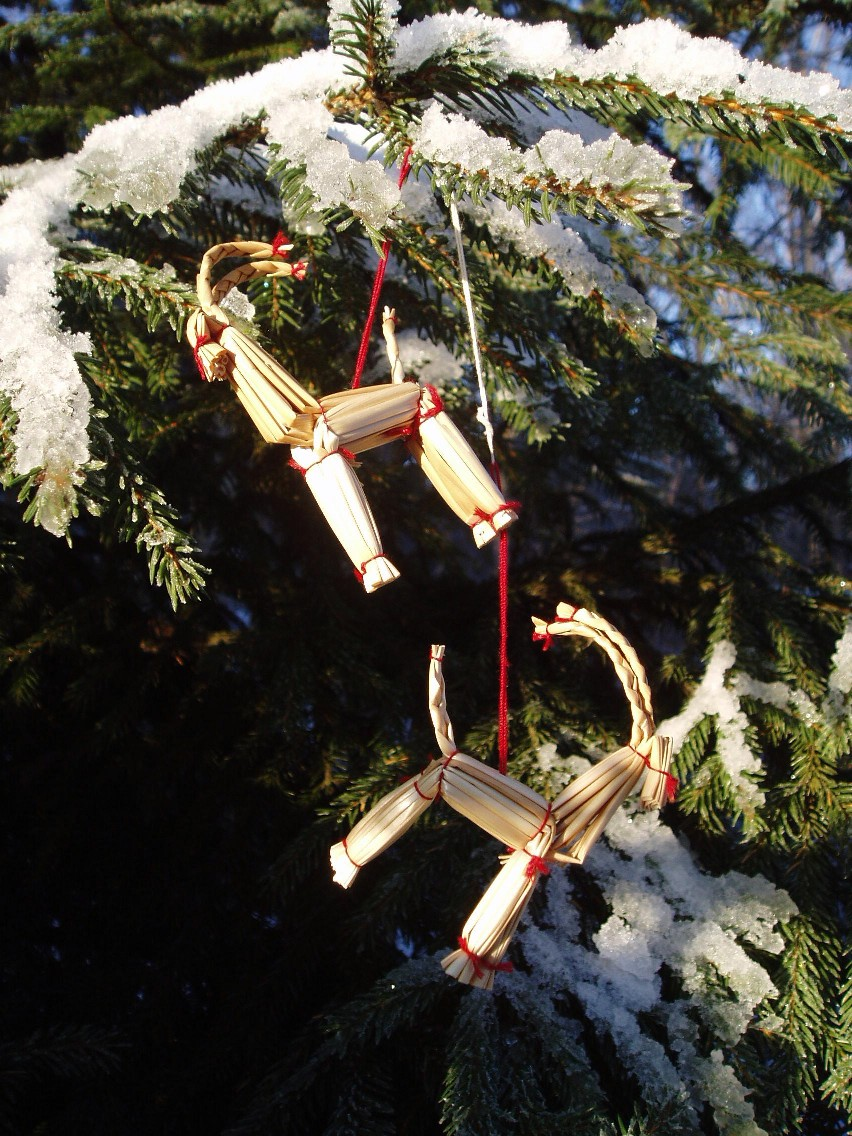
Adorns moderns de cabra Yule
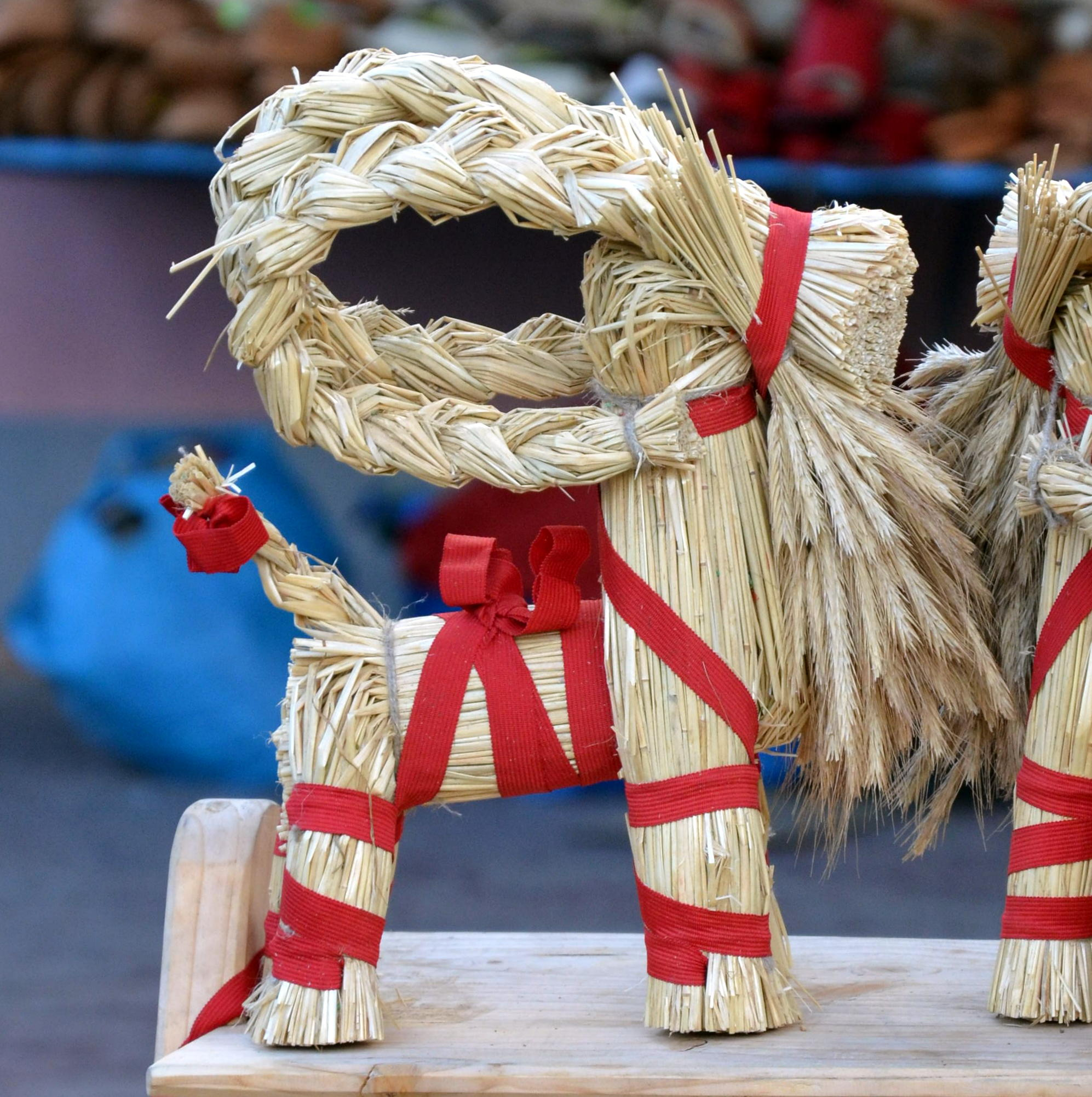
Ornament de cabra Yule de palla procedent de Polònia
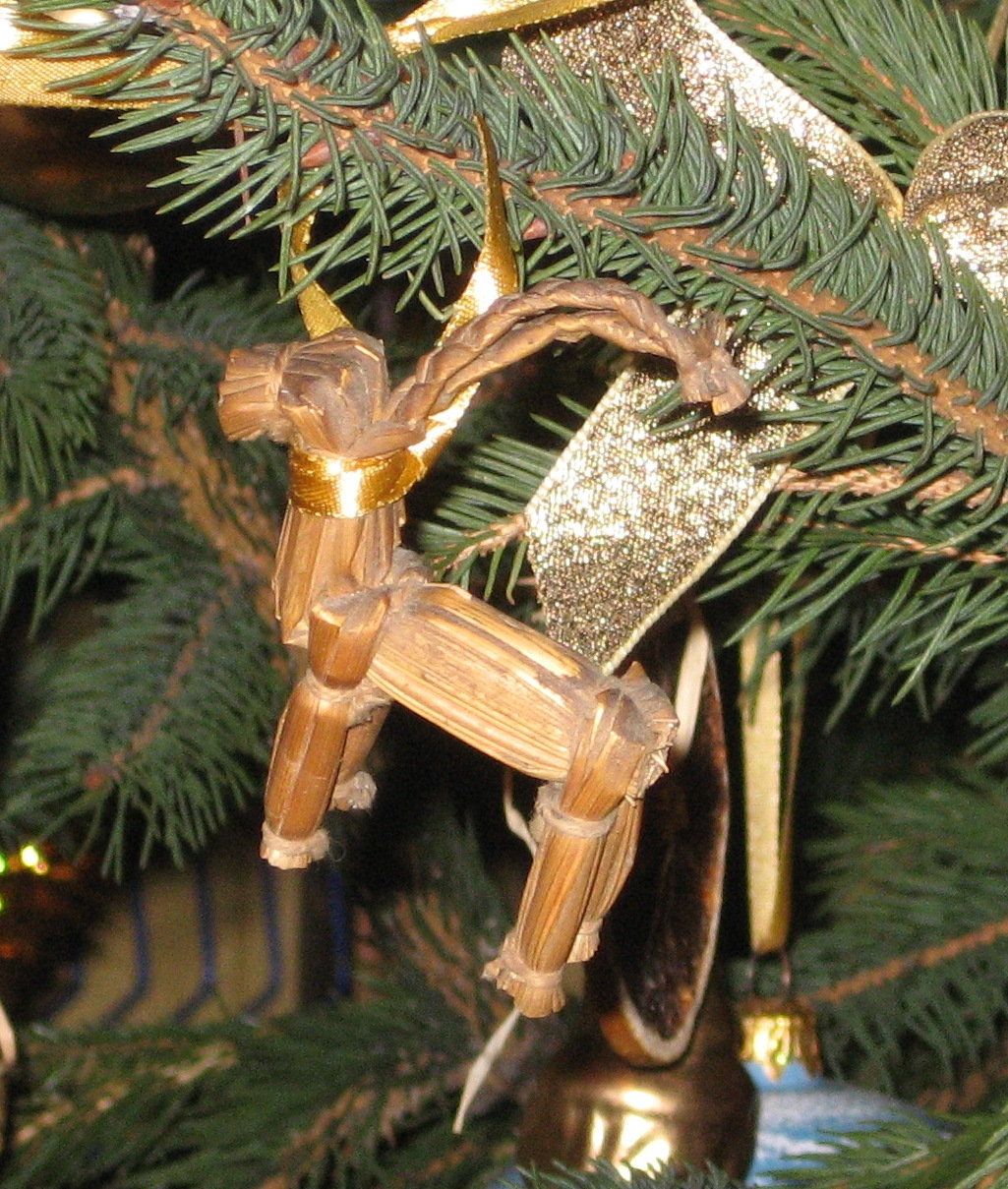
Una cabra Yule sobre un arbre de Nadal
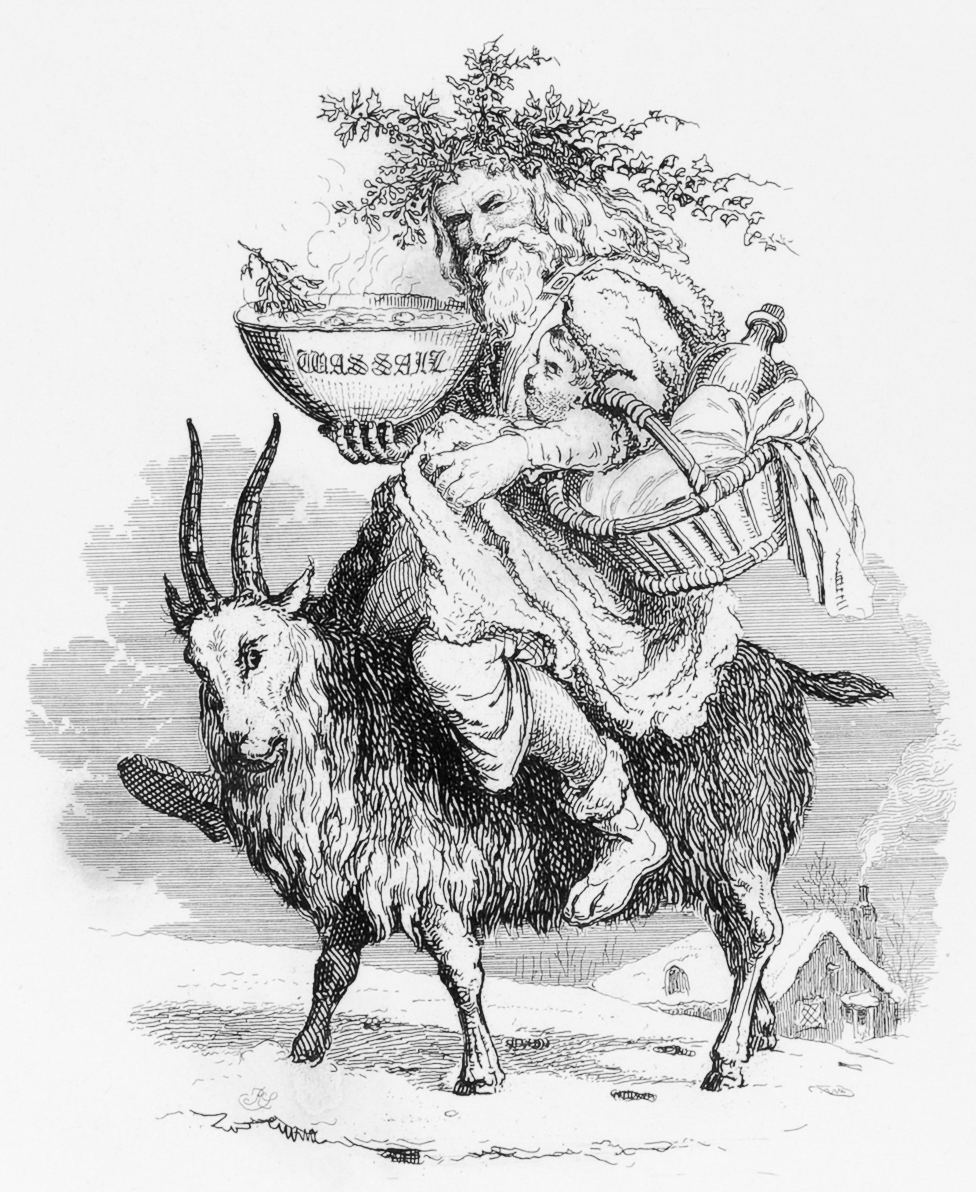
"Vell Nadal", muntant una cabra de yule; Il·lustració de 1836 de Robert Seymour
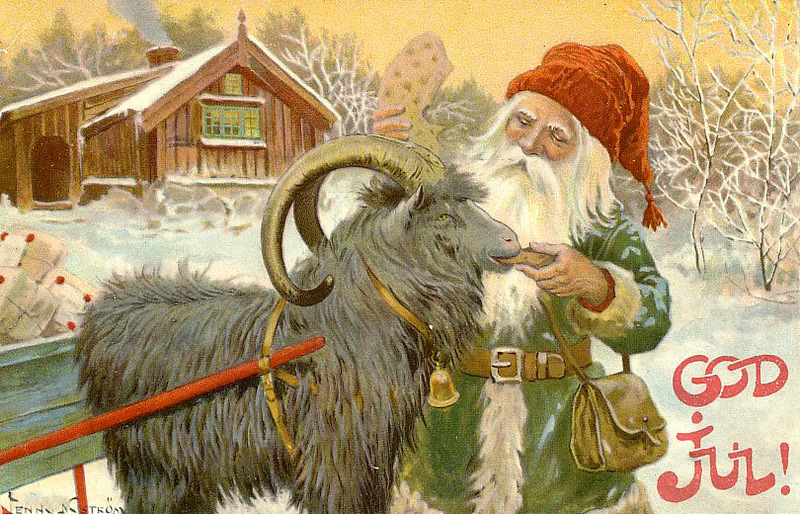
Una postal de Nadal del segle xix. God Jul de Jenny Nyström.
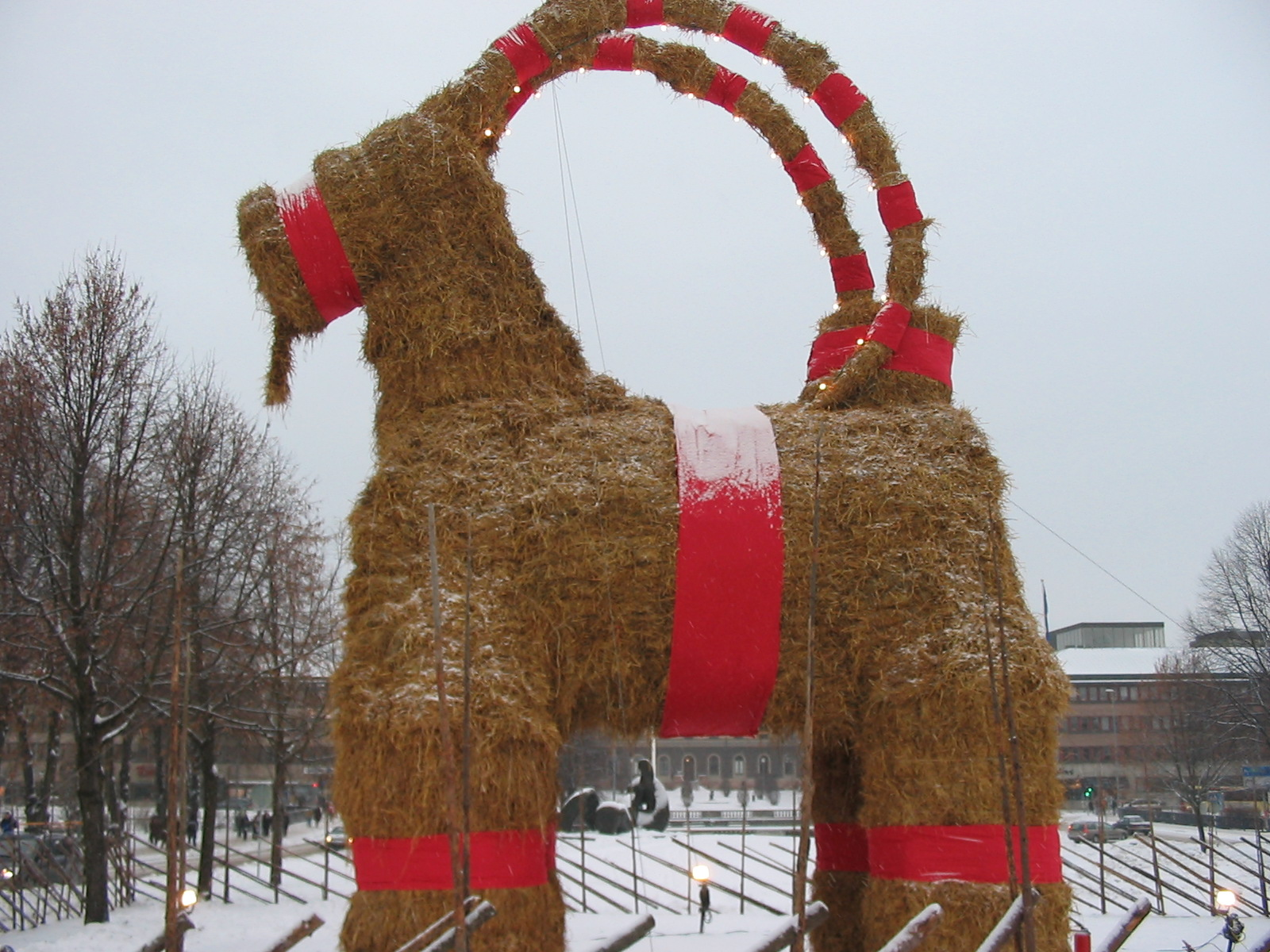
Una cabra sueca Gävle (Gävlebocken).